# AFNIC
La Association française pour le nommage Internet en coopération (AFNIC, Asociación francesa de nombres de Internet en cooperación) es una organización sin ánimo de lucro creada en diciembre de 1997 para operar los dominios de nivel superior franceses, como el .fr, .re y .tf. Hoy en día, AFNIC está gobernado por el decreto de febrero de 2007. AFNIC está actualmente basado en la comuna de Guyancourt en Saint-Quentin-en-Yvelines, Francia.

## Miembros
AFNIC incluye entidades públicas y privadas del Internet, usuarios, entidades internacionales y representantes públicos.

## Misiones
AFNIC dirige un servicio de interés general. Por lo tanto está en el punto de confluencia de operadores, proveedores de servicios, usuarios, autoridades públicas así como otras entidades nacionales e internacionales.
Esto responsabilidad y posición privilegiadas lleva a AFNIC a participar en la evolución del gobierno y del manejo de Internet.
A través de sus misiones, las acciones internacionales de AFNIC están centradas en tres direcciones principales:
- Contribuir y participar en el gobierno y administración global de Internet (WSIS, ICANN, CENTR...);
- Introducir servicios y estándares nuevos (IETF, RIPE NCC);
- Transferir su conocimiento (Universidad Internacional).

Durante los últimos años, la cantidad de reuniones internacionales en las que los registros de nombres de dominios están involucradas se ha incrementado constantemente. Esta fuerte actividad internacional demuestra que los registros de nombres de dominio juegan un rol clave en la globalización de la sociedad de la información.